# Julija Alexandrowna Portunowa
Julija Alexandrowna Portunowa (russisch Ю́лия Алекса́ндровна Портуно́ва, englisch Yulia Portunova, * 4. Mai 1994 in Kaliningrad) ist eine russische Curlerin. Derzeit spielt sie im Team von Anna Sidorowa.

## Karriere
Portunowa begann ihre internationale Karriere bei der Juniorenweltmeisterschaft 2013 als Fourth im Team von Skip Alina Kowaljowa. Die russischen Juniorinnen zogen in das Finale ein und schlugen dort Schottland. Bei der Juniorenweltmeisterschaft 2014 gelangt die Titelverteidigung nicht; Portunowa kam mit dem russischen Team auf Platz drei. 
2016 spielte sie als Ersatzspielerin des russischen Nationalteams um Wiktorija Moissejewa bei der Europameisterschaft 2017 in St. Gallen. Sie gewann die Goldmedaille durch einen Sieg gegen das schwedische Team von Skip Anna Hasselborg. Nach der Round Robin war ihr Team nur Vierter gewesen, konnte aber im Halbfinale das schottische Team von Eve Muirhead besiegen und so in das Finale einziehen.
Bei der Winter-Universiade 2017 war sie als Lead des russischen Teams unter Wiktorija Moissejewa dabei und gewann die Silbermedaille.
Im Dezember 2017 gewann sie mit dem Team Moissejewa das russische Ausscheidungsturnier für die Teilnahme an den Olympischen Winterspielen 2018 gegen das Team von Anna Sidorowa mit 4:1 Spielen und trat unter der Fahne der Olympic Athletes from Russia in Pyeongchang antret. Als Ersatzspielerin des russischen Teams wurde sie zweimal eingesetzt und belegte mit ihren Teamkolleginnen nach zwei Siegen und sieben Niederlagen in der Round Robin den neunten Platz.
Bei der Weltmeisterschaft 2018 im kanadischen North Bay spielte sie an der Position des Third unter Skip Wiktorija Moissejewa. Nach einer Niederlage im Halbfinale gegen die schwedische Mannschaft um Anna Hasselborg schlug sie mit dem russischen Team die US-amerikanische Mannschaft um Jamie Sinclair im Spiel um Platz 3 und gewann die Silbermedaille. Seit dem Rücktritt Moissejewas vom aktiven Curling-Sport spielt sie im Team von Anna Sidorowa.